# Rose Tremain
Rose Tremain född 2 augusti 1943 i London, är en brittisk författare.
Tremain studerade vid Crofton Grange School från 1954 till 1961; vid Sorbonne 1961–1962; och tog examen vid University of East Anglia 1965 där hon sedan undervisade i kreativt skrivande mellan åren 1988 till 1995.
Hon gifte sig med Jon Tremain 1971 och de har en dotter, född 1972. Äktenskapet varade i fem år. Hennes andra äktenskap, med teaterdirektören Jonathan Dudley, 1982, varade cirka nio år; sedan 1992 lever hon med Richard Holmes. Hon bor i East Anglia.